# Nephila clavipes
Nephila clavipes är en spindelart som först beskrevs av Carl von Linné 1767. Nephila clavipes ingår i släktet Nephila och familjen Nephilidae.

## Underarter
Arten delas in i följande underarter:
- N. c. fasciculata
- N. c. vespucea